# Antoine Louis La Plaigne
Antoine Louis La Plaigne, également orthographié Laplaïgne, né le 22 octobre 1746 à Mouchès (généralité d'Auch, actuel département du Gers), mort le 16 janvier 1827 à Barran (département du Gers), est un homme politique de la Révolution française. 
Entre 1791 et 1798, Laplaïgne est député du Gers à l'Assemblée nationale législative, à la Convention nationale où il vote la mort de Louis XVI et où il est brièvement incarcéré comme député girondin, et enfin au Conseil des Cinq-Cents. À l'occasion de la Restauration, en tant que régicide, Laplaïgne s'exile en Suisse entre 1816 et 1820. 

## Biographie

### Mandat à la Législative
La France devient une monarchie constitutionnelle en application de la constitution du 3 septembre 1791. Le même mois, Antoine Louis Laplaïgne, alors président du tribunal du district d'Auch, est élu député du département du Gers, le deuxième sur neuf, à l'Assemblée nationale législative. 
Il siège sur les bancs de la gauche de l'Assemblée. En février 1792, il vote en faveur de la mise en accusation de Bertrand de Molleville, le ministre de la Marine. En avril, il vote pour que les soldats du régiment de Châteauvieux, qui s'étaient mutinés lors de l'affaire de Nancy, soient admis aux honneurs de la séance. En août, il vote en faveur de la mise en accusation du marquis de La Fayette. 

### Mandat à la Convention
La monarchie prend fin à l'issue de la journée du 10 août 1792 : les bataillons de fédérés bretons et marseillais et les insurgés des faubourgs de Paris prennent le palais des Tuileries. Louis XVI est suspendu et incarcéré, avec sa famille, à la tour du Temple.
En septembre 1792, Antoine Louis Laplaïgne est réélu député du Gers, le premier sur neuf, à la Convention nationale.
Il siège sur les bancs de la Gironde. Lors du procès de Louis XVI, il vote la mort et rejette l'appel au peuple et le sursis à l'exécution de la peine. Le 13 avril 1793, il est absent lors du scrutin sur la mise en accusation de Jean-Paul Marat. Le 28 mai, il vote en faveur du rétablissement de la Commission des Douze. 
Le 3 octobre 1793, après le rapport de Jean-Pierre-André Amar (député de l'Isère), membre du Comité de sûreté générale, Antoine Louis Laplaïgne est décrété d'arrestation pour avoir signé la protestation contre les journées du 31 mai et du 2 juin. Il se soustrait à la garde de ses gendarmes et parvient à s'enfuir. Le 11 brumaire an II (le 1er novembre 1793), lui et ses collègues gersois Bernard Descamps et Jean Moysset, également signataires de la protestation, sont dénoncés par le bataillon de volontaires du district d'Auch. 

Lui et les autres protestataires sont libérés et admis revenir siéger à la Convention le 18 frimaire an III (le 8 décembre 1794). Il siège au Comité de législation durant la période de la Convention thermidorienne. L'ancien conventionnel Marc Antoine Baudot (député de Saône-et-Loire) le dénonce dans ses mémoires : 
Laplaigne était président du Comité de législation qui envoyait les députés républicains à la mort après prairial an III. 

### Du mandat aux Cinq-Cents à la Restauration
Sous le Directoire, en vendémiaire an IV (octobre 1795), Antoine Louis Laplaïgne est réélu député par les départements du Gers et des Hautes-Pyrénées, il choisit de représenter le premier, et siège au Conseil des Cinq-Cents. Il est tiré au sort pour quitter le Conseil en prairial an VI (mai 1798). Il est nommé président président du tribunal d'Auch sous le Consulat. 
Antoine Louis Laplaïgne est nommé maire de Barran durant les Cent-Jours. Il frappé par la loi du 16 janvier 1816 contre les anciens conventionnels régicides qui ont soutenu le retour de Napoléon. Il s'exile en Suisse et rentre en France en 1820. Il meurt en 1827. 

## Mandats
- 03/09/1791 - 20/09/1792 : Gers - Majorité réformatrice
- 03/09/1792 - 26/10/1795 : Gers - Girondins
- 14/10/1795 - 20/05/1798 : Gers - Droite